# Psaliodes completa
Psaliodes completa är en fjärilsart som beskrevs av W. Warren 1904. Psaliodes completa ingår i släktet Psaliodes och familjen mätare. Inga underarter finns listade i Catalogue of Life.